# 比恩托弗里奧
比恩托弗里奧（西班牙語：Viento Frío），是巴拿馬的城鎮，位於該國中部，由科隆省的聖伊薩貝爾區負責管轄，面積39.4平方公里，海拔高度0米，2010年人口487，人口密度每平方公里12.4人。